# 未だ見ぬ景色/手紙
『未だ見ぬ景色/手紙』（まだみぬけしき / てがみ）は、日本のバンドSOPHIAの20枚目のシングル。2002年10月9日発売。発売元はトイズファクトリー。

## 概要
- 前作から4か月での発売となるシングル。

## 収録曲
1. 未だ見ぬ景色 (6:15)
作詞・作曲：松岡充、編曲：SOPHIA
2. 手紙 (4:46)
作詞・作曲：松岡充、編曲：SOPHIA
3. 未だ見ぬ景色 (inst.) (6:15)
4. 手紙 (inst.) (4:43)

## 楽曲の収録アルバム

### 未だ見ぬ景色
- オリジナル『夢』（2003年）